# Vinosady
Vinosady es un municipio del distrito de Pezinok, en la región de Bratislava, Eslovaquia. Tiene una población estimada, a inicios de 2022, de 1496 habitantes.
Está ubicado al este de la región, en el valle del río Morava y cerca de la frontera con la región de Trnava y con Austria.

## Demografía
| Año        | 1994 | 2004     | 2014     | 2024     |
| ---------- | ---- | -------- | -------- | -------- |
| Población  | 842  | 1049     | 1276     | 1657     |
| Diferencia |      | +24,58 % | +21,63 % | +29,85 % |

| Año        | 2023 | 2024    |
| ---------- | ---- | ------- |
| Población  | 1624 | 1657    |
| Diferencia |      | +2,03 % |